# Felix de Nobel
Felix de Nobel (Haarlem, 27 mai 1907 – Amsterdam, 25 mars 1981) est un pianiste et chef d'orchestre néerlandais.
Francis Poulenc lui dédia en 1952 le premier de ses Quatre motets pour le temps de Noël, dont il a peut-être assuré la création à Madrid en 1952, à la tête du Netherlands Chamber Choir.